# Marcel Hossa
Marcel Hossa (* 12. října 1981 Ilava) je bývalý slovenský hokejový útočník, bratr Mariána Hossy a syn Františka Hossy. V sezóně 2009/2010 vstřelil nejvíc gólů a byl vyhlášený za nejužitečnějšího útočníka KHL. Naposledy působil v týmu HK Dukla Trenčín.

## Kariéra
Hokejové vyrůstal v juniorky Dukly Trenčín. V sezóně 1998/99 odešel do zámoří, kde odehrál tři sezóny v nižší severoamerické soutěži WHL za Portland Winter Hawks. Byl Draftovaný v úvodním draftu NHL v roce 2000 týmem Montreal Canadiens už v prvním kole jako 16. v celkovém pořadí. V sezóně 2001/02 se poprvé dostal na led NHL v dresu Montreal Canadiens. Zde působil tři sezóny, ale nepodařilo se mu natrvalo usadit v prvním mužstvu. V 59 zápasech zaznamenal 10 gólů a 9 asistencí. Více odehrál ve farmářském týmu Hamilton Bulldogs (AHL). V sezóně 2004/05, během stávky v NHL hrál za Mora IK ve švédské hokejové Elitserien. Před sezónou 2005/06 podepsal roční smlouvu s Montreal Canadiens na 585 200 dolarů. V září 2005 ho Montreal vyměnil do New York Rangers. Úvod mu vyšel, když v prvních dvou zápasech vstřelil dva góly. Během sezóny 2006/07 odehrál za Rangers 64 zápasů. 5. března 2007 si zranil levé koleno a vynechal zbytek základní části. Do sestavy se vrátil v playoff a hned v prvním souboji s Atlantou vstřelil gól, Rangers vyhráli 4:3.
Během sezóny 2007/08 odehrál za Rangers 36 zápasů, v nichž vstřelil 1 gól a na 7 přihrál. Od ledna měl zdravotní problémy se zády av důsledku nich byl poslán na farmu Hartford Wolf Pack v AHL. 26. února 2008 přestoupil do Phoenixu Coyotes, zajímavostí je, že ve stejný den byl vyměněn i jeho bratr Marián. V mužstvu se výrazněji neprosadil a tak v létě 2008 podepsal smlouvu s lotyšským týmem z KHL Dinamo Riga, kde dosáhl svou nejúspěšnější sezónu, když v základní části zaznamenal 22 gólů a 23 asistencí.

## Ocenění a úspěchy
- 2000/2001 WHL (Západ) Druhý All-Star Team
- 2002/2003 NHL YoungStars Roster
- 2008/2009 KHL All-Star Game
- 2009/2010 KHL All-Star Game
- 2009/2010 KHL První All-Star Team
- 2009/2010 Nejlepší střelec (KHL)
- MS 2009 Top 3 hráč v týmu.

## Hráčská kariéra
- 1998-99 Portland Winter Hawks WHL
- 1999-00 Portland Winter Hawks WHL
- 2000-01 Portland Winter Hawks WHL
- 2001-02 Montreal Canadiens, Quebec Citadelles AHL
- 2002-03 Hamilton Bulldogs AHL, Montreal Canadiens
- 2003-04 Montreal Canadiens, Hamilton Bulldogs AHL
- 2004-05 Mora IK (Švédsko)
- 2005-06 New York Rangers
- 2006-07 New York Rangers
- 2007-08 New York Rangers, Hartford Wolf Pack AHL, Phoenix Coyotes
- 2008-09 Dinamo Riga (Lotyšsko) (KHL)
- 2009-10 Dinamo Riga (Lotyšsko) (KHL)
- 2010-11 Ak Bars Kazaň (Rusko) (KHL)
- 2010-11 HC Spartak Moskva (Rusko) (KHL)
- 2011-12 HC Spartak Moskva (Rusko) (KHL), Dinamo Riga (Lotyšsko) (KHL)
- 2012-13 HC Lev Praha (Česko) (KHL)
- 2013-14 Dinamo Riga (Lotyšsko) (KHL)
- 2014-15 Dinamo Riga (Lotyšsko) (KHL), HC Dukla Trenčín, MODO Hockey (Švédsko)
- 2015/16 HC Škoda Plzeň ELH[1], HC Oceláři Třinec[2] ukončení smlouvy 11.1.2016,
- 2016-17 HC Dukla Trenčín
- 2017-18 HC Dukla Trenčín

## Reprezentace
Statistiky reprezentace na Mistrovstvích světa a Olympijských hrách:
| Turnaj             | Místo konání                           | Z  | G | A  | B  | Umístění         | Soupisky          |
| ------------------ | -------------------------------------- | -- | - | -- | -- | ---------------- | ----------------- |
| MS 2005            | Rakousko (Vídeň, Innsbruck)            | 2  | 0 | 0  | 0  | 5. místo         | Soupiska MS 2005  |
| ZOH 2006           | Itálie (Turín)                         | 6  | 0 | 0  | 0  | 5. místo         | Soupiska ZOH 2006 |
| MS 2006            | Lotyšsko (Riga)                        | 7  | 1 | 3  | 4  | 8. místo         | Soupiska MS 2006  |
| MS 2008            | Kanada (Québec, Halifax)               | 5  | 2 | 5  | 7  | 13. místo        | Soupiska MS 2008  |
| MS 2009            | Švýcarsko (Bern, Kloten)               | 6  | 3 | 2  | 5  | 10. místo        | Soupiska MS 2009  |
| ZOH 2010           | Kanada (Vancouver)                     | 7  | 0 | 1  | 1  | 4. místo         | Soupiska ZOH 2010 |
| MS 2011            | Slovensko (Bratislava, Košice)         | 6  | 1 | 0  | 1  | 10. místo        | Soupiska MS 2011  |
| MS 2012            | Finsko a Švédsko (Helsinky, Stockholm) | 6  | 0 | 0  | 0  | Stříbrná medaile | Soupiska MS 2012  |
| ZOH 2014           | Rusko (Soči)                           | 4  | 0 | 0  | 0  | 11. místo        | Soupiska ZOH 2014 |
| Celkem na MS (6x)  |                                        | 32 | 7 | 10 | 17 |                  |                   |
| Celkem na ZOH (3x) |                                        | 17 | 0 | 1  | 1  |                  |                   |

Marcel Hossa získal se slovenskou reprezentací do 18 let bronzovou medaili na MS v roce 1999.
MS 2005
- Marcel Hossa se dostal do reprezentačního kádru na mistrovství světa dodatečně po zranění Vladimíra Országha. Hrál v posledním zápase osmifinálové skupiny s Běloruskem ve čtvrtém útoku společně s Peterem Pucherem a Jurajem Štefankou. Ve čtvrtfinále s Kanadou se na led nedostal, protože trenér František Hossa střídal pouze tři útoky. V celkovém bodování za vstřelené góly a přihrávky na góly nezískal ani bod.

ZOH 2006
- Slovenská reprezentace skončila na zimních olympijských hrách 2006 páté místo. Po kvalitních výkonech v základní skupině, kterou vyhrálo bez ztráty bodu, bylo vyřazeno ve čtvrtfinále Českem. Marcel Hossa hrál ve čtvrtém útoku.

MS 2006
- Jeho otec František Hossa ho nominoval na Mistrovství světa v lotyšské Rize. V prvním zápase proti Bělorusku nejprve nastupoval ve druhém útoku, později jej trenér přesunul k bratrovi a Pavlikovskému do prvního. Zaznamenal gól a tři asistence.

MS 2008
- Marcel Hossa zaznamenal na šampionátu 2 góly a 5 asistencí.

MS 2009
- Trenér Ján Filc ho nominoval na MS 2009 ve Švýcarsku.

ZOH 2010
- Se slovenskou reprezentací skončil na čtvrtém místě, když v souboji o bronzové medaile podlehli Finům. Marcel Hossa na turnaji zaznamenal pouze jednu asistenci.

MS 2011
- Podobně jako celé reprezentaci se mu domácí šampionát nepovedl, v šesti utkáních vstřelil jeden gól.

MS 2012
- Na turnaji ve Finsku a ve Švédsku stihl odehrát pouze šest utkání. Důvodem byla zlomenina pravé ruky, která se mu stala po nárazu na mantinel v utkání proti Švýcarsku. Do play-off tedy už nezasáhl, v odehraných utkáních nebodoval.